# Тудвал
Тудвал  (Тугдуал; брет. Tugdual, лат. Tugdualus, фр. Tugdual, англ.  Tudwal; умер в 564, Трегор, Бретань) — святой Римско-католической и Православной церквей, монах, первый епископ города Трегора (современный Трегье), один из 7 святых основателей Бретани.
В молодом возрасте Тудвал отправился в Ирландию для изучения Библии, затем стал отшельником на острове (теперь — Сент-Тудвал) возле северной части Уэльса. Через некоторое время он вернулся в Бретань, где вместе со своими учениками основал монастырь. По настоянию короля франков Хильдеберта I Тудвал был рукоположён в епископа города Трегора.
В городе Трегье находится бывший кафедральный собор, освященный в честь святого Тудвала.
Память в Римско-католической Церкви — 1 декабря. Память в Православной церкви (Сурожская епархия) — 30 ноября.